# Приборивка
Приборивка (на украински: Приборівка) е село в Югозападна Украйна, Липовецки район на Виницка област. Основано е през 1630 година. Населението му е около 1168 души.